# بلاسکو جوراتو
بلاسکو جوراتو (ایتالیایی: Blasco Giurato؛ زادهٔ ۱ ژانویهٔ ۱۹۴۱) فیلم‌بردار اهل ایتالیا است.

## فیلم‌شناسی
- آدم‌ربایی (۱۹۷۶)
- اوئدیپوس اُرکا (۱۹۷۷)
- فرار از برانکس (۱۹۸۳)
- ترزا (۱۹۸۷)
- سینما پارادیزو (۱۹۸۸)
- حال همه خوب است (۱۹۹۰)
- سال اسلحه (۱۹۹۱)
- تشریفات محض (۱۹۹۳)
- فردیناند و کارولینا (۱۹۹۹)
- خائن (۲۰۰۰)
- میدان پنج ماه (۲۰۰۳)
- دختر سروان (۲۰۱۲)